# Удмуртська писемність
Удму́ртська писе́мність — писемність, яка використовується для запису слів удмуртською мовою.

## Історія

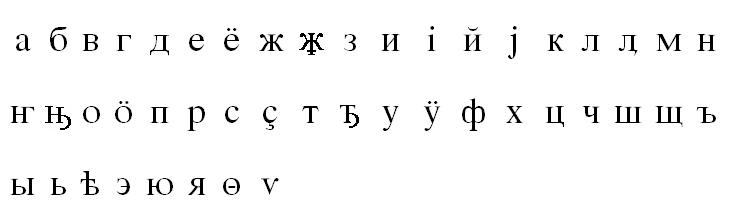
Абетка Ільмінського

З XVIII століття дослідниками для запису слів удмуртською мовою використовувались літери кириличної та латинської абетки, однак особливо удмуртська писемність завжди базувалась лише на кирилиці. Перші удмуртські книги побачили світ в 1847 році. Вони були написані з використанням російської графіки та орфографії того часу (по суті, ця система являла собою російську практичну транскрипцію). В середині 1870-их років Миколою Ільмінським була розроблена єдина графічна система (на основі прийнятої в російській лінгвістиці транскрипційної абетки на кириличній основі) для мов Урало-Поволжя (марійської, удмуртської, чуваської, кряшенської). На відміну від абетки попереднього часу і від сучасного удмуртського письма, письмо Ільмінського базувалось не на складовому, а на фонематичному принципі.
В 1897 році казанські видавці відмовились від цієї абетки і прийняли компромісну систему, основану на модернізованій в дусі реформи 1918 року російській абетці з використанням додаткових гліфів з діакритиками (частково запозиченими з письма Ільмінського). Саме ця система лежить в основі сучасного удмуртського письма. Спочатку графічний склад удмуртського письма був більш широким, аніж зараз. Воно містило низку знаків для позначення специфічних мовних реалій південно-удмуртських діалектів — ҥ, ӱ, J. Надалі, вже після Жовтневої революції, при уточненні фонетичного вигляду сучасної удмуртської літературної мови, ці явища залишились поза його межами і відповідно зникла потреба в позначавших їх літерах.
В XIX столітті удмуртською мовою видавались в основному навчальна та релігійна література, а також книги повчального і просвітницького характеру. Надалі репертуар видань був суттєво розширений. Удмуртська абетка в її сучасному вигляді була остаточно затверджена в 1927 році.

## Удмуртська абетка
Удмуртська абетка складена на основі російської графіки. У ній використовується 33 літери російської абетки. Для позначення специфічних звуків удмуртської мови додатково введені діакритичні знаки (дві крапки над літерами): «ӥ», «ӧ» (для голосних звуків) та «ӝ», «ӟ», «ӵ» (для приголосних звуків). Із 38 літер удмуртської абетки 12 голосних («а», «е», «ё», «и», «ӥ», «о», «ӧ», «у», «ы», «э», «ю», «я»), 24 приголосних («б», «в», «г», «д», «ж», «ӝ», «з», «ӟ», «й», «к», «л», «м», «н», «п», «р», «с», «т», «ф», «х», «ц», «ч», «ӵ», «ш», «щ»), літери «ъ» та «ь» виступають допоміжними і не позначають якихось звуків.
Всі літери удмуртської абетки поділяються на однозначні та двозначні. Однозначні завжди вказують на один звук, до них належать голосні «а», «о», «ӧ», «у», «ы», «э» та приголосні «б», «в», «г», «ж»,
«ӝ», «ӟ», «к», «м», «п», «р», «ф», «х», «ц», «ч», «ӵ», «ш», «щ». Двозначними є голосні «я», «е», «ё», «ю», які позначають м'якість попередніх парних передньоязикових приголосних «д», «з», «л», «н», «с», «т» (наприклад, «сёр» читається як с'ор [куниця] або «тямыс» читається як т'амис [вісім]) або поєднання звуку j (йот) з голосними (наприклад, «е» читається як йе [пасок] або «ю» читається як йу [зерно]). М'якість парних за м'якістю/твердістю звуків позначається також і за допомогою «ь» (наприклад, «льӧль» читається як л'ӧл' [алий] або «дӧдьы» читається як дӧд'и [сани]). Літери «ь» та «ъ» також виконують роздільну функцію (наприклад, «юсьёс» читається як йус'йос [лебеді] або «висъёс» читається як вісйос [проміжки]). Літера «й» передає також нескладове «и» та приголосний j (йот) (наприклад, у словах «вӧй» [масло] та «йыды» [ячмінь]). Твердість приголосних «д», «з», «л», «н», «с», «т» визначається наступними за ними голосними «э» та «ӥ» (наприклад, у словах «дэрем» [сорочка] та «тӥни» [геть]).
Удмуртська абетка вперше була використана у граматиці 1775 року «Сочиненія, принадлежащія къ грамматик вотскаго языка». З тих пір літери специфічних звуків в удмуртській мові змінювались за формою та складом і у кількісному відношенні коливались від 32 до 48 літер. Голосний «ӧ» у різний час позначався різним способом — буквами «э», «е» (наприклад, «эвел» замість «ӧвӧл» [ні]), «ъэ» (наприклад, «бъэрдыны» замість «бӧрдыны» [плакати]), «ŏ» (наприклад, «пŏлын» замість «пӧлын» [серед]). Написання «ӧ» встановилось наприкінці 19 століття. Африката «ӵ» у більш ранніх пам'ятках позначалась літерою «ч» (наприклад, «сыче» замість «сыӵе» [такий]), «щ» (наприклад, «кӧще-ке» замість «кыӵе ке» [якийсь]), поєднанням «чш» (наприклад, «чшын» замість «ӵын» [дим]). Тверда африката «ӝ» позначалась літерами «ж» (наприклад, «жокыт» замість «ӝокыт» [душно]), «дж» (наприклад, «джӧк» замість «ӝӧк» [стіл]). М'яка африката «ӟ» позначалась літерами «дз», «дзь» (наприклад, «дзьец» замість «ӟеч» [добрий]). Написання літер «ӥ», «ӝ», «ӟ», «ӵ» вперше зустрічається у «Букварі для вотських дітей» І. С. Міхеєва (1898). Із абетки були у різний час виключені літери «нг», «іъ», «i», «ÿ», «ŏ», «θ». Сучасна удмуртська абетка із 38 літер склалась лише у 1930-ті роки і затверджена офіційно 1937 року.

### Особливості
В склад удмуртської абетки входять всі 33 літери російської абетки. Правила їхнього читання аналогічні правилам в російській мові, що дозволяє позичати російські слова із збереженням їхньої орфографії. Літери «х», «ф», «ц» та «щ» використовуються лише в словах російського походження. М'який знак «ь» може використовуватись перед літерою «ы» для позначення м'якості попереднього приголосного.
Літера «ӥ» («точкаен И») — означає ту ж голосну російську «и», але на відміну від неї, не викликає м'якості попередньої приголосної. Літера «ӧ» означає особливий неогублений голосний заднього ряду середнього підйому. Літери «ӝ», «ӟ», «ӵ» використовуються для специфічних африкат — поєднань з двох приголосних, які вимовляються разом. Так перша означає [дж] і є дзвінким варіантом третьої. Друга означає [д'з'] і є м'яким варіантом першої та дзвінким варіантом третьої. Третя означає [тш] і є твердим варіантом «ч».

## Проекти реформ
З часом виникнення сучасного удмуртського письма і до сьогодення неодноразово пропонувались різні проекти його реформування — як правило в бік відмови від використання складового принципу на користь фонематичного (із заміною графічної основи або без цього). Найвідомішими проектами такого роду є проекти створення латинізованого удмуртського письма, основаного на «Новій абетці». Жоден із проектів реформи удмуртської абетки не був реалізований.